# Holden Maloo
El Holden Maloo es un cupé utilitario de alto rendimiento que produjo Holden Special Vehicles desde octubre de 1990. Todas las versiones del Maloo se han basado en los principales utes Holden, pero han aparecido nuevos motores V8 de alto rendimiento y kits de carrocería. En junio de 2006, un auto de la producción regular Maloo R8, serie Z, rompió el récord de velocidad en el mundo en camionetas utilitarias de producción, a 271 km / h, (168 mph), batiendo el récord anterior, el de la Dodge Ram SRT 10 por 22 km/h.
El nombre “Maloo” es el significado aborigen de “trueno”. El Ex Director Gerente de Holden Special Vehicles, John Crennan, acuñó el nombre para el vehículo de un libro de topónimos aborígenes.

## Modelos

### VG
El Holden Maloo original fue la serie VG, introducido en octubre de 1990 y con base en los vehículos utilitarios de la serie Holden VG. (el Ute VG se parecía a los sedanes serie VN en la forma frontal). El Maloo VG fue impulsado por un motor V8 de 5.0 litros, que produce 180 kW (241 HP). 132 ejemplares fueron producidos.

### VP
La serie VP Maloo fue lanzada en marzo de 1992. Sólo 49 ejemplares fueron hechos en los trece meses de producción, de los cuales 15 fueron modelos de edición especial HSV Quinto aniversario, y los últimos ocho fueron All-Black limited edition. Estas exclusivas cantidades de construcción confirman que la serie VP fue la menor producción en números de Maloo de todos.

### VR
La serie VR se introdujo en agosto de 1993 con el nuevo frente de lámina y un aspecto interior rediseñado. El motor V8 de 5.0 litros fue actualizado ligeramente a 185 kW (248 HP). 156 ejemplares fueron producidos.

### VS

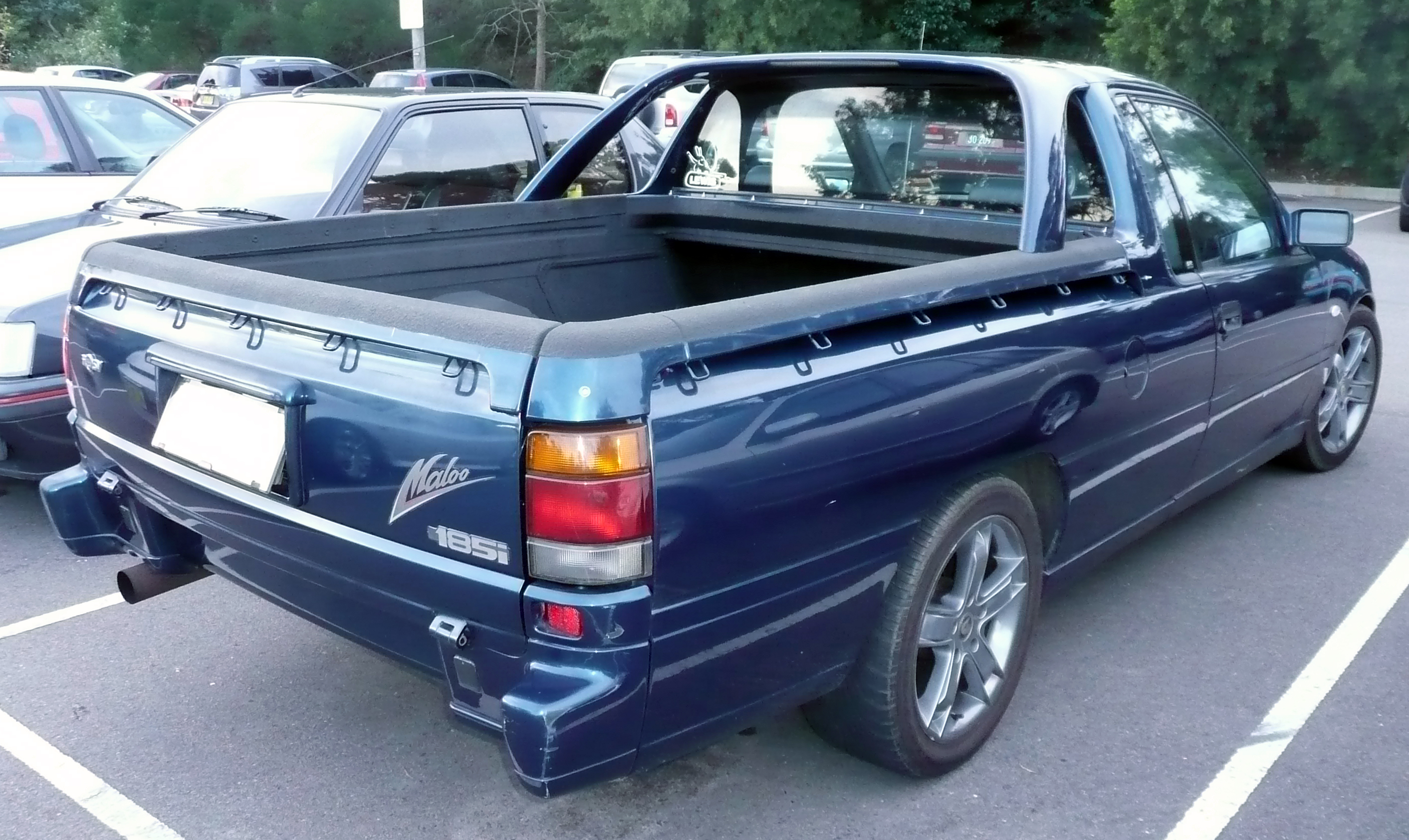
Holden Maloo serie VS (1995-1998)

La rediseñada serie VS de Maloo fue lanzada en abril de 1995. 173 ejemplares fueron producidos. Contaba con un motor V8 de 5.0 litros que producía 185 kW (248 HP).

#### Serie 2
La versión VS serie 2 (VS-II) fue introducida en junio de 1996 y su forma original se llevó a cabo hasta agosto de 1997, tiempo durante el cual se produjeron 280 ejemplares. Con la introducción de la gama de sedanes Holden VT en septiembre de 1997, continuó la producción del Maloo VS a partir de entonces fue renombrado curiosamente como VS-II al Maloo VT, de los cuales, otros 388 ejemplares se produjeron hasta diciembre de 1998. Estos últimos modelos incluyen una edición especial de diez Holden Maloo 10th Anniversary Edition y con una exclusiva pintura color bronce de décimo aniversario.
La próxima actualización del Maloo VS seguida lanzamiento de Holden Serie VS-III (VS serie 3) que, por primera vez, incluye una versión V8 SS. En 1999, Holden presentó una mejora del Maloo VS-III con una actualización de cableado para apoyar la versión para obtener un motor V8 de 195 kW (261 HP), que se habían introducido dos años antes con los sedanes originales de la serie Holden VT. El legado de Maloo Serie VS-III es por ser el último vehículo de Holden para ser equipado con el "original" motor V8 Holden.

### VU

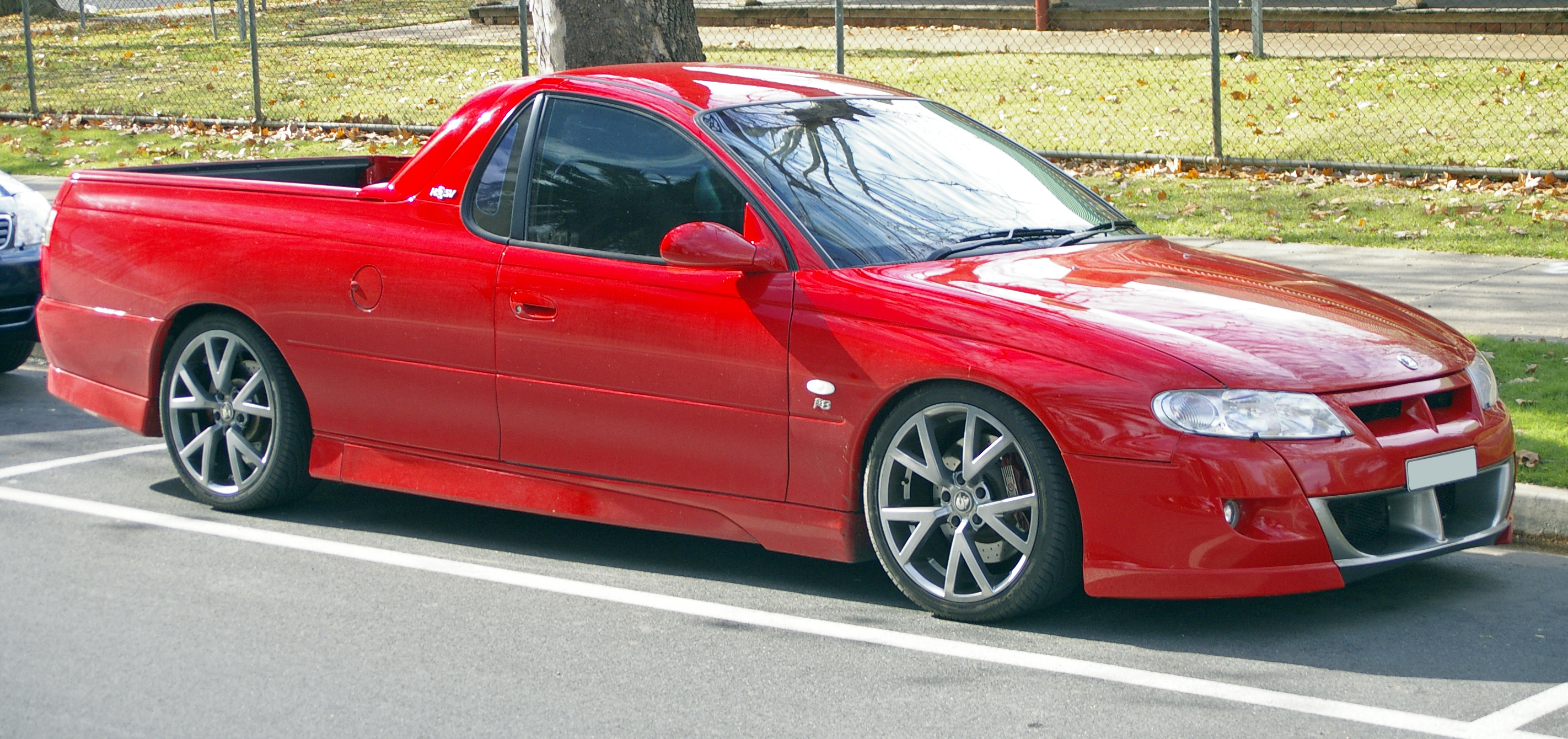
Holden Maloo R8 serie VU

En septiembre de 2000, la longeva serie VS Maloo fue finalmente reemplazado por una nueva serie, VU, basado en los existentes sedanes serie VX de Holden. El Maloo VU contó con el mismo motor LS1 de 5,7 litros V8 con 255 kW (342 HP). Reflejando la gama sedán, el Holden Ute VU estaba también disponible como Maloo R8, que contó con frenos de "rendimiento" estándar y una cubierta rígida con el alerón trasero levantado. En general, 301 ejemplares fueron producidos en la primera serie Maloo VU.

#### Serie 2
la serie VU-II (VU Serie 2) de Holden Maloo se introdujo en octubre de 2001 en junto a los sedanes Serie VX-II de Holden, con pequeñas mejoras cosméticas que incluyen "apagón" de faros con estilo y colores de pintura adicionales, Delft Blue y Holden Green Racing. Esta actualización del modelo también introdujo nuevas medidas de seguridad en forma del “ADN Holden”, en el sistema de micro-datos en los puntos" de identificación del componente. En total, 483 ejemplares de la segunda serie VU fueron producidos, incluyendo en junio de 2002, 30 ejemplares de Edición Especial 15º Aniversario Holden Maloo.

### Serie Y

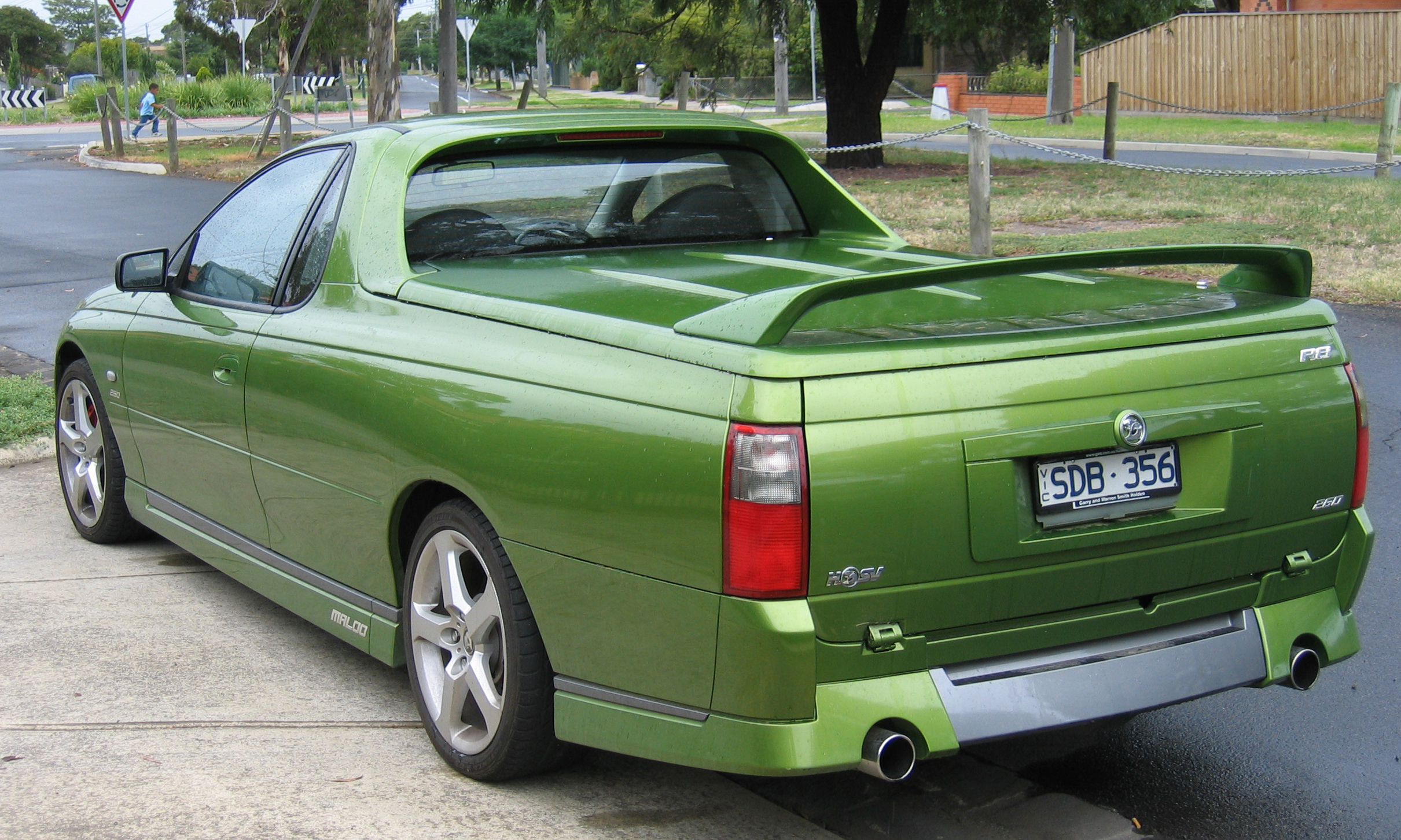
Holden Maloo R8 Serie Y

La rediseñada Serie Y (a diferencia de la serie VY en Holden) fue lanzada en octubre de 2002. El original Maloo Serie Y retuvo el Motor LS1 de 5,7 litros de la serie VU, pero la potencia se incrementó a 260 kW (349 HP). Mejoras tales como aire acondicionado de control climático y el sistema de frenos de “alto rendimiento” se hicieron equipo estándar en el Maloo, ya con el sistema de frenos “Premium” ahora equipado en la serie en Maloo R8. Los nuevos colores de pintura incluye Verde Invernadero y Gris Turbina. 267 modelos del Maloo serie Y estándar y 232 modelos Maloo R8 se produjeron en la serie Y original.

#### Serie 2
El Maloo Y-II (Y serie 2) fue lanzado en octubre de 2003 en conjunto con la gama Holden Coupé Serie 3, con el motor LS1 de 5.7 litros V8 ahora aumentado a 285 kW (382 HP). Los nuevos colores de pintura para la gama Maloo fueron Siracusa (oro) y el Holden Ultra Violeta. 312 modelos estándar y 361 Maloo R8 se produjeron en la serie Y-II.

### Serie Z

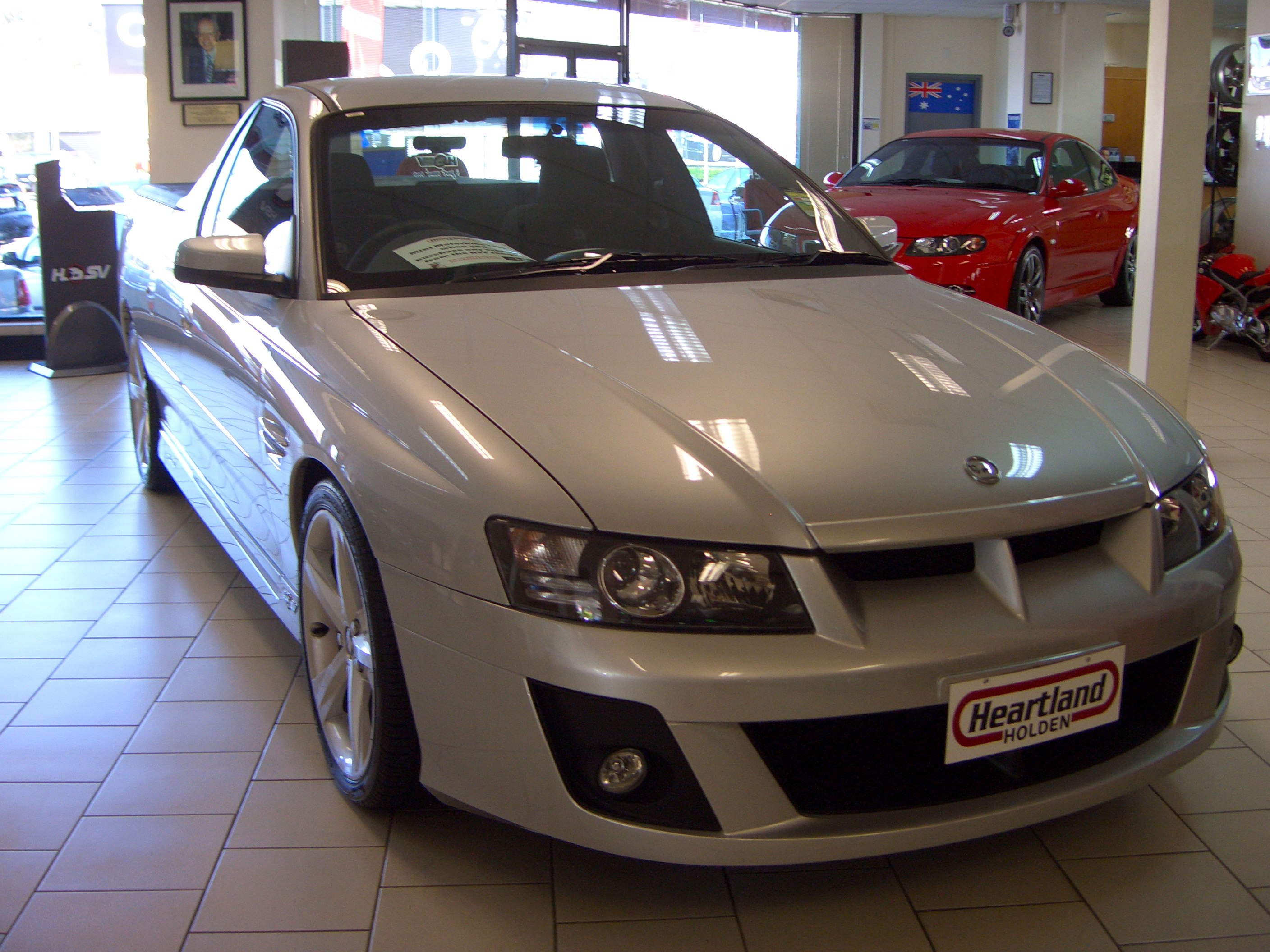
Holden Maloo Serie Z 2005

La rediseñada Serie Z se introdujo en octubre de 2004 y contó con un nuevo motor LS2 V8 de 6.0, que produce 297 kW (398 HP). Junto con el nuevo motor exclusivo de Holden, la Serie Z presenta ruedas de 19 pulgadas, control de tracción y suspensión multibrazo trasera como equipamiento de serie de la gama Maloo.
517 ejemplares típicos fueron producidos, 958 modelos R8, 181 serie Z-II y 339 modelos R8 serie Z-II. En 2005, cincuenta ejemplares de una Edición Especial 15º Aniversario Holden Maloo de color amarillo débil fueron lanzados por Holden Special Vehicles.

### Serie E

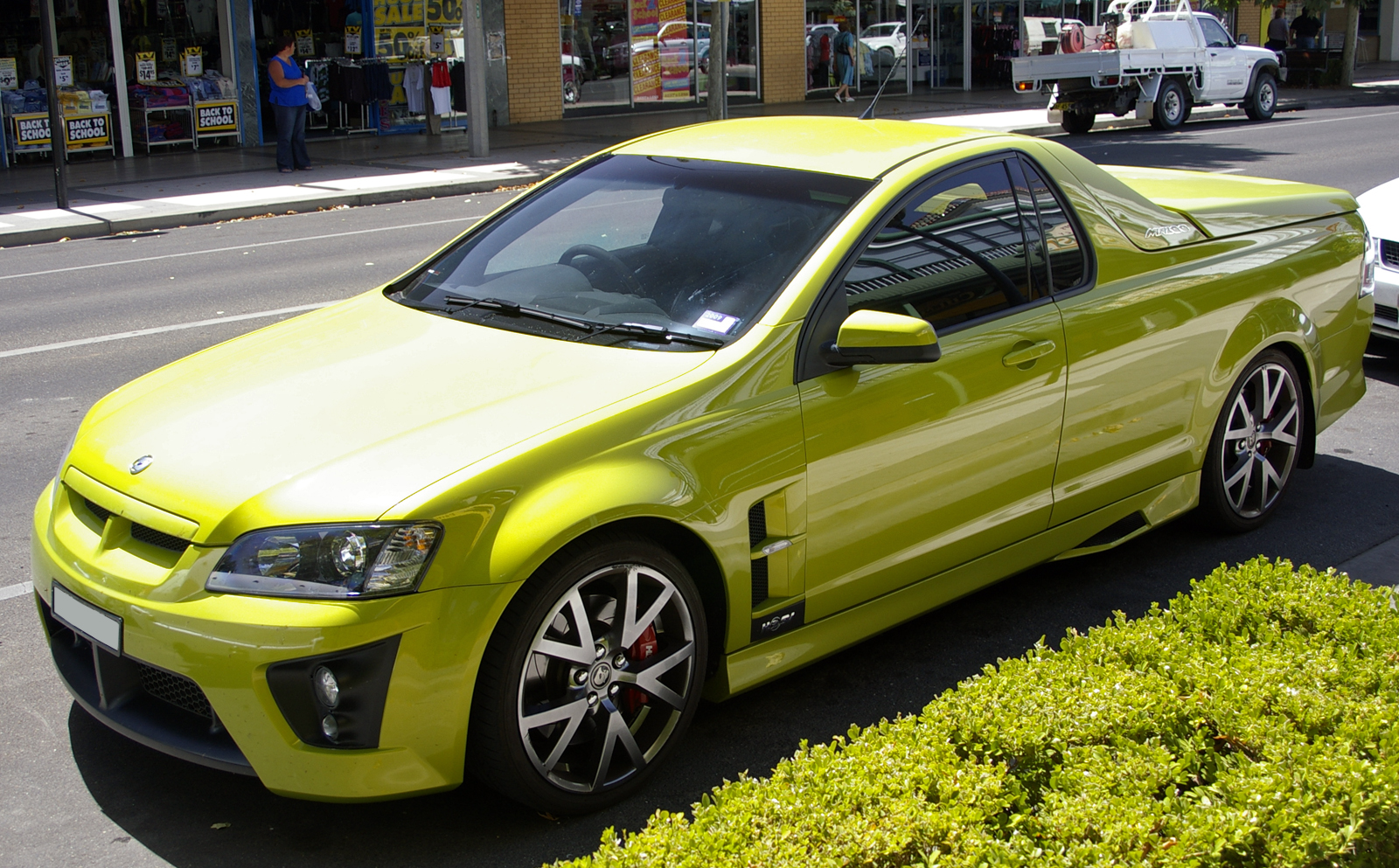
Holden Maloo R8 serie E

La nueva Serie Maloo E fue una llegada tardía, lanzado en octubre de 2007, y sólo estaba disponible como Maloo R8. Se usó el motor LS2 del Chevrolet Corvette de 6 litros V8, que se sintoniza ahora para entregar 307 kW (412 CV) y 550 Nm (410 libras pies). Más tarde, de los modelos 2008 en adelante fueron aumentados de potencia a 317 kW (425 CV), con la adopción de un motor LS3 de 6.2 litros V8. Mejoras en la Serie E incluyen control electrónico de estabilidad, de cinco estrellas de calificación ANCAP, y la suspensión de control lineal.

#### Serie 2

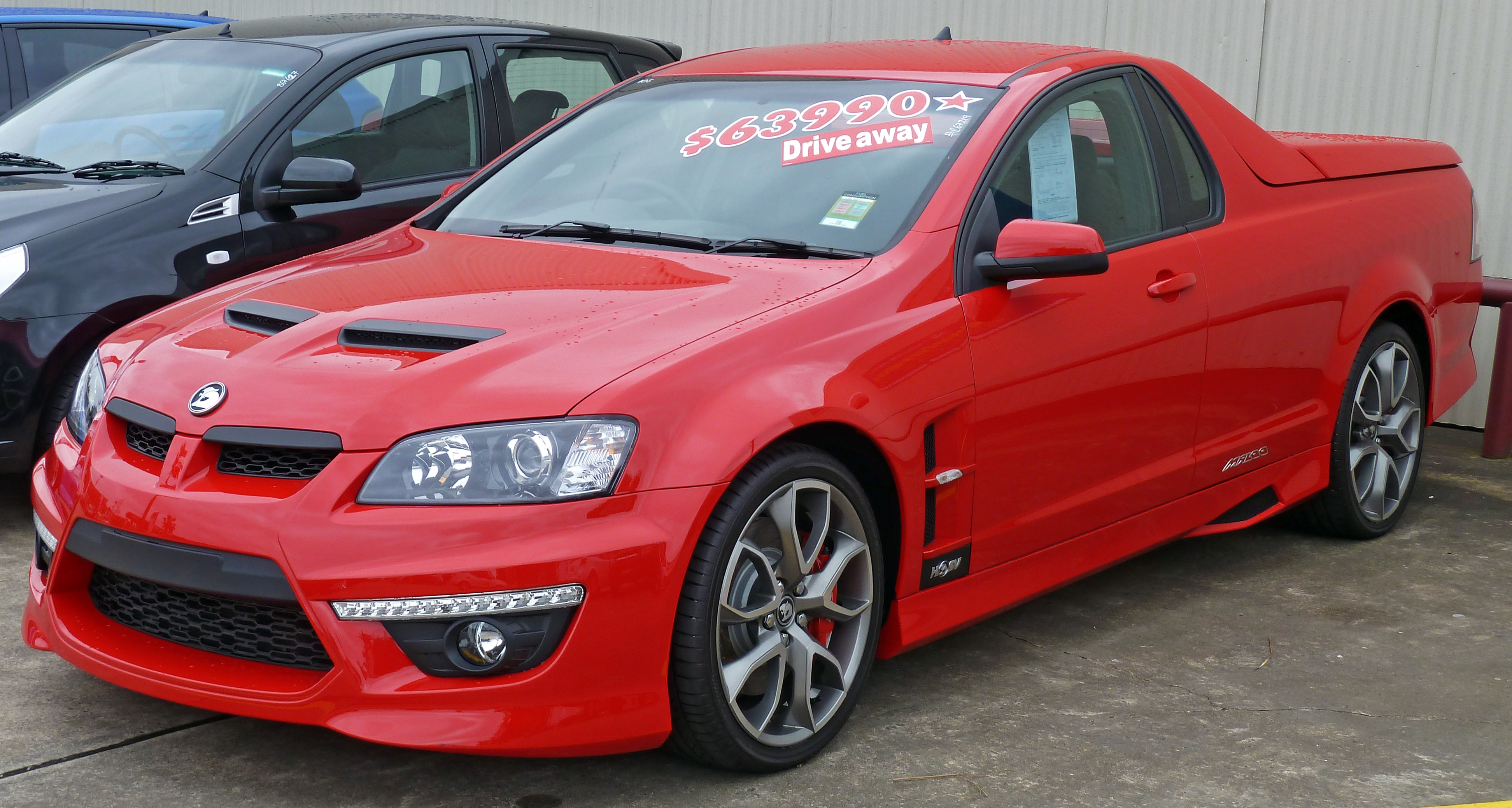
Holden Maloo Serie E-2

En agosto de 2009, la Serie E-II fue lanzada con el tren de transmisión igual al que utiliza el W427 con un embrague de doble placa actualizado que no se encuentra en los modelos anteriores. Al final de la ejecución del modelo, Holden lanzó la versión “barata” de una edición limitada llamada Maloo GXP, este vehículo es una utiliza componentes de Holden y del Pontiac G8/ST.

#### Serie 3
La Serie E 3 fue lanzado en septiembre de 2010, y con ella una Edición Limitada Especial de Maloo 20º aniversario con sólo 100 ejemplares, con equipamiento exterior único, incluyendo el negro mate “Vector E”, rejillas de ventilación en las guardias delanteras y el capó, llantas de aleación GTS de 20 pulgadas, sistema de escape bi-modal, Sistema de Alerta del Lado Ciego (SBZA), y los colores nuevos, como Amarillo Peligro. El interior de la Maloo 20 aniversario cuenta con tapicería de cuero especial, la navegación por satélite, la interfaz de conductor mejorada (EDI), y una específica ventana trasera con etiqueta que tiene numerada la placa.
Nota:El Maloo R8 usa carrocería de HSV Ute